# Озброєні і небезпечні (фільм, 2013)
«Озброєні і небезпечні» (англ. The Heat, дослівно укр. Спека) — американський комедійний бойовик режисера Пола Фея, що вийшов 2013 року. У головних ролях Сандра Буллок, Мелісса Маккарті.
Сценаристкою була Кеті Діппольд, продюсерами — Пітер Чернін і Дженно Топпінґ. Вперше у США фільм продемонстрували 28 червня 2013 року. В Україні у кінопрокаті прем'єра фільму відбулась 1 серпня 2013 року. Переклад та дублювання українською мовою зроблено «Postmodern».

## Сюжет
Спеціальну агентку ФБР з Нью-Йорка Сару Ешберн направляють у Бостон для виконання нового завдання. Виконавши його, Ешберн отримає підвищення. У Бостоні вона має впіймати наркоторгівця, тому починає співпрацювати з місцевою детективкою поліції Шеннон Муллінс.

## У ролях
| Актор(ка)       | Персонаж                                         | Роль                                                   |
| --------------- | ------------------------------------------------ | ------------------------------------------------------ |
| Сандра Буллок   | Сара Ешберн (англ. Sarah Ashburn)                | спеціальна агентка ФБР                                 |
| Меліса Маккарті | Шеннон Муллінс (англ. Shannon Mullins)           | детективка поліції у Бостоні                           |
| Деміан Бішир    | Гейл (англ. Hale)                                | начальник Сари Ешберн у Нью-Йорку                      |
| Марлон Веянс    | Леві (англ. Levy)                                | офіцер поліції у Бостоні                               |
| Майкл Рапапорт  | Джейсон Муллінс (англ. Jason Mullins)            | брат Шеннон                                            |
| Ден Беккедал    | Ґаррет Крейґ (англ. Garrett Craig)               | спеціальний агент Управління по боротьбі з наркотиками |
| Таран Кіллам    | Адам / Саймон Ларкін (англ. Adam / Simon Larkin) | спеціальний агент Управління по боротьбі з наркотиками |

## Сприйняття

### Критика
Фільм отримав змішано-позитивні відгуки: Rotten Tomatoes дав оцінку 66% на основі 163 відгуків від критиків (середня оцінка 6,2/10) і 73% від глядачів із середньою оцінкою 3,8/5 (139,734 голоси). Загалом на сайті фільми має позитивний рейтинг, фільму зарахований «стиглий помідор» від кінокритиків і «попкорн» від глядачів, Internet Movie Database — 6,7/10 (72 603 голоси), Metacritic — 60/100 (37 відгуків критиків) і 6,5/10 від глядачів (184 голоси). Загалом на цьому ресурсі від критиків фільм отримав змішані відгуки, а від глядачів — позитивні.

### Касові збори
Під час показу в Україні, що стартував 1 серпня 2013 року, протягом першого тижня фільм був показаний у 77 кінотеатрах і зібрав 186,904 $, що на той час дозволило йому зайняти 4 місце серед усіх прем'єр. Показ стрічки протривав 4 тижні і завершився 25 серпня 2013 року. За цей час стрічка зібрала 535,943 $. Із цим показником стрічка зайняла 51 місце у кінопрокаті за касовими зборами в Україні.
Під час показу у США, що розпочався 28 червня 2013 року, протягом першого тижня фільм був показаний у 3,181 кінотеатрі і зібрав 39,115,043 $, що на той час дозволило йому зайняти 2 місце серед усіх прем'єр. Показ фільму протривав 168 днів (24 тижні) і завершився 12 грудня 2013 року. За цей час фільм зібрав у прокаті у США 159,582,188  доларів США (за іншими даними 159,581,587 $), а у решті світу 70,348,583  доларів США (за іншими даними 71,200,000 $), тобто загалом 229,930,771  доларів США (за іншими даними 230,781,587 $) при бюджеті 43 млн $.

### Нагороди і номінації[13]
| Рік  | Нагорода           | Категорія                          | Номінант                       | Результат |
| ---- | ------------------ | ---------------------------------- | ------------------------------ | --------- |
| 2013 | Teen Choice Awards | Вибір зірки літнього фільму: жінка | Сандра Буллок                  | Перемога  |
| 2013 | Teen Choice Awards | Вибір фільму: хімія                | Сандра Буллок, Меліса Маккарті | Перемога  |
| 2013 | Teen Choice Awards | Вибір літнього фільму: комедія     | стрічка                        | Номінація |
| 2013 | Teen Choice Awards | Вибір зірки літнього фільму: жінка | Меліса Маккарті                | Номінація |
| 2013 | Teen Choice Awards | Вибір фільму: Hissy Fit            | Меліса Маккарті                | Номінація |

## Дубляж українською
Дублювання українською мовою зроблено студією «Postmodern». Переклад здійснено Олексою Негребецьким, режисером дубляжу був Костянтин Лінартович, звукорежисер — Олександр Єльчев, керівниця проекту — Ірина Туловська. 
Ролі озвучили Ірина Ткаленко, Олена Узлюк, Дмитро Лінартович, Олександр Шевчук, Андрій Мостренко та інші.

### Виноски
1. 1 2  The Heat: Release Info (англ.). Internet Movie Database. Процитовано 7 січня 2014.
2. 1 2  Озброєні і небезпечні. Kino-teatr.ua. Процитовано 7 січня 2014.
3. 1 2 3 4 5  The Heat (англ.). The Numbers. Процитовано 7 січня 2014.
4. 1 2 3  The Heat (англ.). Box Office Mojo. Процитовано 7 січня 2014.
5. 1 2  The Heat (англ.). Internet Movie Database. Процитовано 7 січня 2014.
6. ↑  The Heat (англ.). AllMovie. Процитовано 7 січня 2014.
7. ↑  The Heat: Full Cast & Crew (англ.). Internet Movie Database. Процитовано 7 січня 2014.
8. 1 2  The Heat (англ.). Postmodern LLC. Процитовано 7 січня 2014.
9. ↑  The Heat (англ.). Rotten Tomatoes. Процитовано 7 січня 2014.
10. ↑  The Heat (англ.). Metacritic. Процитовано 7 січня 2014.
11. ↑  The Heat — Ukraine Weekend Box Office (англ.). Box Office Mojo. Процитовано 7 січня 2014.
12. ↑  Ukraine Yearly Box Office. 2013 (англ.). Box Office Mojo. Процитовано 7 січня 2014.
13. ↑  The Heat: Awards (англ.). Internet Movie Database. Процитовано 7 січня 2014.